# Dodge Power Wagon
De Dodge Power Wagon was een pick-up van het Amerikaanse automerk Dodge die van 1945 tot 1969 geproduceerd werd. De Power Wagon was de eerste in grote oplage gebouwde civiele 4x4 en is een voorouder van vele huidige 4x4's.

## Geschiedenis
De Dodge Power Wagon werd geïntroduceerd in 1946 en was gebaseerd op de militaire driekwart-ton vrachtwagen die werd gebouwd tijdens de Tweede Wereldoorlog. Op diens chassis werden een civiele carrosserie en een laadbak van 2,5 op 1,4 meter gemonteerd. Onder de motorkap kwam een 3,8 liter 6-in-lijnmotor gekoppeld aan een vier-versnellingsbak met mogelijkheid om vermogen af te leiden naar hulpuitrusting als een lier.
Rond 1956 verscheen ook de lichtere Dodge Town Wagon die in 1957 ook beschikbaar werd met 4x4. Intussen gingen de jaren voorbij zonder dat veel aan de Power Wagon werd veranderd. Wel kreeg hij een nieuwe 4,1 liter-motor en werden technische verbeteringen en kleine visuele wijzigingen uitgevoerd. In 1969 werd de Power Wagon stopgezet omdat het dan dertig jaar oude cabine-ontwerp niet langer aan de voorschriften voldeed.
Daarna werden nog tot 1979 exportmodellen gebouwd en werd de 4x4-variant van de Dodge Ram tot 1993 met Power Ram gedesigneerd. In 2005 werd de naam opnieuw gebruikt op een speciale off-roadversie van de Dodge Ram met onder meer een 5,7 liter Hemi V8.